# Луиза фон Анхалт-Десау
Луиза фон Анхалт-Десау (на немски: Luise von Anhalt-Dessau; * 21 август 1709 в Десау; † 29 юли 1732 в Бернбург) от род Аскани е принцеса от Анхалт-Десау и чрез женитба от 1724 г. княгиня на Анхалт-Бернбург.
Тя е дъщеря, шестото дете от 10 деца, на княз Леополд I фон Анхалт-Десау (1676 – 1747) и съпругата му имперска княгиня Анна Луиза Фьозе (1677 – 1745).
Луиза се омъжва на 25 ноември 1724 г. на 15 години в дворец Десау за княз Виктор II Фридрих фон Анхалт-Бернбург (1700 – 1765) от род Аскани, син на княз Карл Фридрих (1668 – 1721) и на графиня София Албертина фон Золмс-Зоненвалде (1672 – 1708). Тя е първата му съпруга. 
Луиза умира на 23 години на 29 юли 1732 г. в Бернбург, един месец след раждане на единственото си дете:
- София Луиза (* 29 юни 1732; † 6 октомври 1786), омъжена на 20 май 1753 г. в Бернбург за граф Фридрих Готлиб Хайнрих фон Золмс-Барут (* 25 юли 1725; † 24 януари 1787), син на граф Фридрих Зигизмунд II фон Золмс-Барут (1669 – 1737) и втората му съпруга графиня Ернестина Елизабет фон Золмс-Зоненвалде (1695 – 1730).

През 1733 г. нейният съпруг се жени втори път в Потсдам за принцеса Албертина (1712 – 1750), дъщеря на маркграф Албрехт Фридрих фон Бранденбург-Швет, и има с нея пет деца. През 1750 г. той се жени трети път за Констанца Шмидт.